# أمبيورطيات الشكل
أمبيورطيات الشكل (الاسم العلمي:†Ambiortiformes) هي مجموعة منقرضة من زواحف عصور ما قبل التاريخ تتبع طيريات الذيل.